# Розлад дефіциту уваги та гіперактивності
Ро́злад дефіци́ту ува́ги та гіперакти́вності (скорочено РДУГ; англ. attention deficit/hyperactivity disorder (ADHD)) — розлад нейророзвитку, що характеризується виконавчою дисфункцією, яка викликає симптоми неуважності, гіперактивності, імпульсивності та емоційної дисрегуляції, які є надмірними та поширеними, погіршуються в різних контекстах.

## Назва
Нижче наведено список альтернативних скорочень і термінів, що зустрічаються в літературі:
- РДУГ — Розлад дефіциту уваги з гіперактивністю[10];
- СПАУ — Синдром порушення активності та уваги[11];
- СДУГ — Синдром дефіциту уваги з гіперактивністю[12] або Синдром дефіциту уваги та гіперактивності[13];
- ГРДУ — Гіперактивний розлад з дефіцитом уваги[14].

У Міжнародному класифікаторі хвороб 10-го перегляду РДУГ включено у V главу «Психічні та поведінкові розлади» (F00-F99), до підрозділу «Розлади поведінки та емоцій, які починаються здебільшого в дитячому та підлітковому віці» (F90-F98), безпосередньо до групи «Гіперкінетичні розлади» (F90) під кодом F90.0 (англ. Disturbance of activity and attention). Американська психіатрична асоціація у DSM-5 віднесла цей розлад до групи Нейророзвиткових розладів.

## Епідеміологія
РДУГ є одним з найпоширеніших нейророзвиткових розладів, який має значний вплив на дітей, підлітків і дорослих у всьому світі. Визначений через такі симптоми, як неуважність, гіперактивність і імпульсивність, РДУГ викликає значні труднощі в соціальному, академічному та професійному функціонуванні. З урахуванням змінної поширеності РДУГ між країнами і в різний час, виникають дискусії щодо пере- та недодіагностики цього розладу.
РДУГ не обмежується дитячим віком, а може зберігатися і в дорослому віці, впливаючи на людей протягом усього їхнього життя. Дослідження підкреслили зв'язок між РДУГ та супутніми психічними розладами, такими як антисоціальний розлад особистості, зловживання психоактивними речовинами, афективні розлади та низькі соціально-економічні перспективи. Крім того, РДУГ пов'язаний з порушенням соціального, академічного та професійного функціонування у дітей, підлітків та дорослих.
РДУГ зберігається в дорослому віці приблизно в 30-50 % випадків. По мірі дорослішання у людей із РДУГ розвиваються механізми подолання, таким чином певною мірою компенсуючи свої попередні симптоми.
За критеріями DSM-IV РДУГ діагностують у приблизно 5–7 % дітей, в той час як за критеріями МКХ-10 — 1-2 %. Показники подібні між країнами, а відмінності в показниках здебільшого залежать від способу діагностики.
РДУГ частіше діагностується у хлопчиків, ніж у дівчаток. Дослідження постійно показують, що у хлопчиків в чотири рази частіше діагностують РДУГ, ніж у дівчаток. Ця гендерна різниця в поширеності РДУГ пояснюється різними факторами, включаючи відмінності в проявах симптомів, схемах звернення до лікарів і суспільних очікуваннях.
Дослідження показують, що хлопчики з РДУГ, як правило, демонструють більш екстерналізовані симптоми, такі як гіперактивність та імпульсивність, які часто є більш помітними і призводять до більш ранньої ідентифікації та діагностики порівняно з переважно неуважними симптомами, які зазвичай спостерігаються у дівчаток з РДУГ. З іншого боку, дівчатка з РДУГ можуть мати більш інтерналізовані симптоми, такі як тривога та депресія, що може сприяти недостатній діагностиці або помилковому діагнозу.
Хоча у хлопчиків частіше діагностують і лікують симптоми РДУГ, важливо враховувати потенційну недодіагностику РДУГ у дівчаток, особливо у тих, у яких переважають неуважні симптоми або труднощі з інтерналізацією. Розуміння цих гендерних відмінностей у поширеності та проявах симптомів РДУГ має вирішальне значення для забезпечення належної оцінки та стратегій втручання для осіб з РДУГ.
Дослідження також вивчали поширеність РДУГ у дорослому віці. Співвідношення шансів 1,6 для чоловіків і жінок для РДУГ у дорослих можна порівняти зі співвідношеннями, виявленими в дослідженнях дітей і підлітків, що свідчить про те, що персистенція РДУГ з дитинства до дорослого віку суттєво не відрізняється між хлопчиками і дівчатками.

## Симптоми та ознаки
РДУГ характеризується постійним проявом неуважності та/або гіперактивності-імпульсивності, які заважають функціонуванню або розвитку. Особи з РДУГ відчувають постійний прояв наступних типів симптомів:
- Неуважність означає, що людина може мати труднощі зі зосередженням на завданні, підтриманням фокусу та організацією, і ці проблеми не пов'язані з опором або відсутністю розуміння.
- Гіперактивність означає, що людина може постійно рухатися, навіть у ситуаціях, коли це не є доречним, або надмірно сіпатися, постукувати або говорити. У дорослих гіперактивність може проявлятися як надмірний неспокій або надмірна балакучість.
- Імпульсивність означає, що людина може діяти, не думаючи, або мати труднощі з самоконтролем. Імпульсивність також може включати бажання негайної винагороди або нездатність відкласти задоволення. Імпульсивна людина може переривати інших або приймати важливі рішення, не розглядаючи довгострокових наслідків.

Неуважність, гіперактивність (або неспокій у дорослих), деструктивна поведінка та імпульсивність є поширеними ознаками РДУГ. Часто зустрічаються академічні труднощі, а також проблеми у стосунках. Визначення ознак та симптомів може бути складним завданням, оскільки важко провести межу між нормальними рівнями неуважності, гіперактивності та імпульсивності і значущими рівнями, які потребують втручання.
Згідно з п'ятим виданням "Діагностичного та статистичного посібника з психічних розладів" (DSM-5) та його текстовою редакцією (DSM-5-TR), симптоми повинні бути присутні протягом шести місяців або більше в ступені, значно більшому, ніж у інших людей того ж віку. Для діагностики у осіб молодше 17 років необхідно наявність щонайменше шести симптомів неуважності або гіперактивності/імпульсивності, тоді як для осіб 17 років і старше необхідно щонайменше п'ять симптомів. Симптоми повинні бути присутніми в щонайменше двох середовищах (наприклад, соціальне, школа, робота або дім) та безпосередньо впливати на якість функціонування або знижувати її. Крім того, кілька симптомів повинні бути присутні до досягнення віку 12 років.

### Симптоми у дітей і підлітків
Симптоми РДУГ у дітей і підлітків чітко визначені, і зазвичай вони помітні у віці до 6 років. Вони виникають у кількох ситуаціях, наприклад удома чи в школі.

#### Неуважність (труднощі з концентрацією та фокусуванням)
Основними ознаками неуважності є:
- коротка тривалість уваги та легке відволікання
- допущення необережних помилок - наприклад, у шкільних завданнях
- забудькуватість або втрата речей
- нездатність виконувати завдання, які є нудними або вимагають багато часу
- нездатність слухати або виконувати інструкції
- постійно змінює вид діяльності або завдання
- мають труднощі з організацією завдань

#### Гіперактивність і імпульсивність
Основними ознаками гіперактивності та імпульсивності є:
- нездатність всидіти на місці, особливо в спокійній або тихій обстановці
- постійна метушливість
- нездатність зосередитися на завданнях
- надмірний фізичний рух
- надмірна балакучість
- нездатність дочекатися своєї черги
- діє, не подумавши
- переривання розмови
- слабке або відсутнє відчуття небезпеки

Ці симптоми можуть спричинити значні проблеми в житті дитини, такі як неуспішність у школі, погана соціальна взаємодія з іншими дітьми та дорослими, а також проблеми з дисципліною.

### Симптоми у дорослих
У дорослих симптоми РДУГ складніше визначити. Оскільки РДУГ є розладом розвитку, вважається, що він не може розвинутися у дорослих, якщо не з'явився в дитинстві. Але симптоми РДУГ у дітей та підлітків часто зберігаються і в дорослому віці.
Те, як неуважність, гіперактивність та імпульсивність впливають на дорослих, може сильно відрізнятися від того, як вони впливають на дітей.
Наприклад, гіперактивність має тенденцію до зниження у дорослих, в той час як неуважність, як правило, зберігається в міру того, як тиск дорослого життя зростає.
Деякі фахівці пропонують наступний список симптомів, пов'язаних з РДУГ у дорослих:
- недбалість і неуважність до деталей
- постійний початок нових завдань, не закінчивши старі
- погані організаторські здібності
- нездатність зосередитися або розставити пріоритети
- постійна втрата або неправильне розміщення речей
- забудькуватість
- неспокій і дратівливість
- труднощі зі зберіганням мовчання, а також говорити не по черзі
- нерозбірливість у відповідях і часте перебивання співрозмовників
- перепади настрою, дратівливість і запальність
- нездатність боротися зі стресом
- надзвичайна нетерплячість
- схильність до ризику в діяльності, часто з незначною увагою або взагалі без уваги до особистої безпеки чи безпеки інших - наприклад, небезпечне водіння автотранспорту

## Діагностичні критерії
У таблиці наведено діагностичні критерії за двома основними класифікаційними системами. Симптоми, які можуть бути краще пояснені іншим психіатричним або медичним захворюванням, не вважаються симптомами РДУГ для цієї людини. У DSM-5 підтипи були відкинуті і перекласифіковані як прояви розладу, що змінюються з часом.
| Прояви                         | DSM-5 Довідник діагностичних критеріїв | ICD-11 Міжнародна класифікація хвороб |
| ------------------------------ | --- | --- |
| Неуважність                    | Шість або більше з наведених нижче симптомів у дітей та п'ять або більше в дорослих, за винятком ситуацій, коли ці симптоми краще пояснюються іншим психіатричним або медичним захворюванням: - Часто не помічає деталей або робить необережні помилки - Часто має труднощі з утриманням уваги на одному завданні або ігровій діяльності - Часто здається, що вона не слухає, коли до неї звертаються, навіть якщо немає очевидних причин для відволікання. - Часто не доводить до кінця виконання інструкцій, не може виконати завдання - Часто намагається організувати завдання та діяльність, дотримуватися дедлайнів і тримати речі в порядку - Часто неохоче займається завданнями, які вимагають тривалої уваги - Часто губить предмети, необхідні для виконання завдань і діяльності - Часто легко відволікається на сторонні подразники, включаючи думки в дорослих і старших підлітків - Часто забуває щоденні справи або забудькувата під час їх виконання. | Множинні симптоми неуважності, які безпосередньо негативно впливають на професійне, академічне або соціальне функціонування. Симптоми можуть бути відсутніми при виконанні високостимулюючих завдань з частими винагородами. Симптоми, як правило, належать до наступних груп: - Важко зосередитися на завданнях, які не є високостимулюючими/винагороджуючими або вимагають постійних зусиль; часто не помічають деталей і допускають необережні помилки у виконанні шкільних і робочих завдань; часто кидають завдання, не завершивши його до кінця. - Легко відволікається (в тому числі на власні думки); може не слухати, коли до неї звертаються; часто здається, що вона занурена в свої думки - Часто губить речі; забудькувата й неорганізована в повсякденній діяльності. Людина може також відповідати критеріям гіперактивності-імпульсивності, але в неї переважають симптоми неуважності. |
| Гіперактивність-імпульсивність | Шість або більше з наведених нижче симптомів у дітей та п'ять або більше в дорослих, за винятком ситуацій, коли ці симптоми краще пояснюються іншим психіатричним або медичним захворюванням: - Часто совається або сіпається на сидінні - Часто має проблеми з тим, щоб всидіти на місці під час обіду, занять, зустрічей тощо. - Часто бігає або лазить у невідповідних ситуаціях. У дорослих і підлітків це може проявлятися лише як непосидючість. - Часто не може спокійно займатися дозвіллям або гратися - Часто здається, що вона «в русі» або відчуває дискомфорт, коли не рухається - Часто надмірно розмовляє - Часто відповідає на запитання до того, як воно було поставлене, або закінчує речення інших людей - Часто намагається дочекатися своєї черги, в тому числі в чергах - Часто перебиває або втручається, в тому числі в розмови чи діяльність інших людей, або користується чужими речами без дозволу.                                         | Множинні симптоми гіперактивності-імпульсивності, які безпосередньо негативно впливають на професійне, академічне або соціальне функціонування. Як правило, вони найяскравіше проявляються в структурованому середовищі або в умовах, що вимагають самоконтролю. Симптоми, як правило, належать до наступних груп: - Надмірна рухова активність; намагається всидіти на місці, часто сходить з місця; віддає перевагу біганині; у молодших дітей смикається, коли намагається всидіти на місці; у підлітків і дорослих - відчуття фізичного неспокою або дискомфорту від перебування в тиші та спокої. - Забагато розмовляє; намагається спокійно займатися якоюсь діяльністю. - Нерозбірливі відповіді або коментарі; намагається дочекатися своєї черги в розмові, іграх або діяльності; перериває або втручається в розмови або ігри. - Відсутність обдуманості або врахування наслідків при прийнятті рішень або виконанні дій, натомість прагнення діяти негайно (наприклад, фізично небезпечна поведінка, включаючи необережне керування автомобілем; імпульсивні рішення). Людина може також відповідати критеріям неуважності, але гіперактивно-імпульсивні симптоми переважають. |
| Комбінований                   | Відповідають критеріям як неуважного, так і гіперактивно-імпульсивного РДУГ. | Критерії відповідають як для неуважного, так і для гіперактивно-імпульсивного РДУГ, причому жоден з них явно не переважає. |

### Додаткові клінічні особливості за ICD-11
РДУГ зазвичай проявляється в ранньому або середньому дитинстві. У багатьох випадках симптоми гіперактивності переважають у дошкільному віці і з віком зменшуються, так що вони перестають бути помітними після підліткового віку, або натомість можуть проявлятися як відчуття фізичного неспокою. Проблеми з увагою можуть частіше спостерігатися в більш пізньому дитинстві, особливо в школі, а також у дорослих у професійному середовищі.
Прояви та ступінь вираженості РДУГ часто варіюються залежно від особливостей та вимог оточення. Симптоми та поведінку слід оцінювати в різних типах середовища в рамках клінічного обстеження.
Для встановлення діагнозу у дітей та підлітків, якщо це можливо, слід отримати звіти вчителів та батьків. У дорослих важливу додаткову інформацію може надати звіт близької людини, члена сім'ї або колеги по роботі.
Деякі люди з РДУГ можуть вперше звернутися за допомогою в дорослому віці. При постановці діагнозу «РДУГ з гіперактивністю у дорослих» важливою підтверджуючою ознакою є історія неуважності, гіперактивності або імпульсивності у віці до 12 років, яку найкраще встановити зі шкільних або місцевих записів, або від інформаторів, які знали людину в дитинстві. За відсутності такої підтверджуючої інформації діагноз РДУГ у старших підлітків і дорослих слід ставити з обережністю.
У певної частини осіб з РДУГ, особливо в дітей, може спостерігатися виключно неуважна поведінка. Гіперактивність відсутня, а прояви характеризуються мрійливістю, блуканням у думках та відсутністю фокусу. Таких дітей іноді називають такими, що демонструють обмежену неуважну картину симптомів або сповільнений когнітивний темп.
У підгрупи осіб з РДУГ комбінована форма прояву - сильна неуважність та гіперактивність-імпульсивність - постійно присутні в більшості ситуацій, з якими стикається людина, а також підтверджуються власними спостереженнями лікаря. Цей патерн часто називають гіперкінетичним розладом і вважають більш важкою формою розладу.
Симптоми РДУГ часто значно обмежують академічну успішність. Дорослі з РДУГ часто відчувають труднощі з утриманням на складній роботі і можуть бути непропорційно неповністю зайнятими або безробітними. РДУГ також може ускладнювати міжособистісні стосунки впродовж усього життя, зокрема з членами сім'ї, однолітками та романтичними партнерами. Люди з РДУГ часто мають більші труднощі з регулюванням своєї поведінки в контексті груп, ніж у ситуаціях один на один.
РДУГ часто супроводжується іншими розладами нейророзвитку, включаючи розлади розвитку мовлення та порушення мовлення, а також первинні тики, які класифікуються в розділі «Захворювання нервової системи», але перераховані в розділі «Розлади нейророзвитку». РДУГ пов'язаний з підвищеним ризиком розвитку обсесивно-компульсивного розладу та підвищеним рівнем захворюваності на епілепсію. Емоційна дисрегуляція, низька толерантність до фрустрації, ледь помітна незграбність та інші незначні («м'які») неврологічні відхилення в сенсорній і моторній діяльності за відсутності будь-якої ідентифікованої патології мозку також часто зустрічаються при розладі з дефіцитом уваги та гіперактивністю.
РДУГ пов'язаний з підвищеним ризиком виникнення проблем з фізичним здоров'ям, включаючи нещасні випадки.
Гострий початок гіперактивної поведінки в дитини чи підлітка шкільного віку повинен викликати підозру, що симптоми краще пояснити іншим психічним розладом або медичним станом. Наприклад, раптовий початок гіперактивності в підлітковому або дорослому віці може свідчити про виникнення первинного психотичного або біполярного розладу.
Хоча РДУГ, як правило, розвивається в сім'ях з високою спадковістю, домінуюча симптоматика РДУГ у конкретної людини часто змінюється з часом і не може бути передбачена на основі домінуючих симптомів в інших членів сім'ї.

#### Межа з нормою
Симптоми неуважності, гіперактивності та імпульсивності притаманні багатьом дітям, підліткам та дорослим, особливо в певні періоди розвитку (наприклад, у ранньому дитинстві). Діагноз «РДУГ» вимагає, щоб ці симптоми були стійкими в часі, поширеними в різних ситуаціях, суттєво не відповідали рівню розвитку та мали прямий негативний вплив на академічне, професійне або соціальне функціонування.

#### Особливості перебігу
Майже половина дітей з діагнозом «РДУГ» продовжують проявляти симптоми в підлітковому віці. До факторів, що сприяють збереженню симптомів у підлітковому та дорослому віці, належать: супутні психічні, поведінкові розлади або розлади нейророзвитку, що виникли в дитинстві, нижчий рівень інтелектуального розвитку, гірша соціальна адаптація та проблеми з поведінкою.
Симптоми РДУГ, як правило, залишаються стабільними протягом усього підліткового віку, і приблизно третина людей, яким діагноз поставили в дитинстві, продовжують страждати від розладів у дорослому віці.
Хоча симптоми гіперактивності стають менш явними в підлітковому та дорослому віці, люди все ще можуть відчувати труднощі з неуважністю, імпульсивністю та непосидючістю.

#### Розлади розвитку
Підлітки та дорослі можуть звертатися за клінічною допомогою лише після 12 років, коли симптоми стають більш обмежуючими через зростання соціальних, емоційних та академічних вимог або в контексті розвитку супутніх психічних, поведінкових або нейророзвиваючих розладів, що призводить до загострення симптомів РДУГ.

#### Особливості, пов'язані з культурою
Симптоми РДУГ  послідовно поділяються на два окремі виміри в різних культурах: неуважність та гіперактивність/імпульсивність. Однак культура може впливати на прийнятність симптомів, а також на те, як на них реагують ті, хто доглядає за дитиною.
Оцінка гіперактивності повинна враховувати культурні норми поведінки, що відповідають віку та статі дитини. Наприклад, у деяких країнах гіперактивна поведінка може розглядатися як ознака сили в хлопчика (наприклад, «кипляча кров»), тоді як в дівчинки вона сприймається дуже негативно.
Симптоми неуважності або гіперактивності/імпульсивності можуть виникати у відповідь на травматичні події та реакції горя в дитинстві, особливо в дуже вразливих і неблагополучних групах населення, у тому числі в постконфліктних районах. У таких ситуаціях лікарі повинні розглянути питання про доцільність постановки діагнозу «РДУГ».

#### Особливості, пов'язані зі статтю та/або гендером
РДУГ частіше зустрічається у чоловіків.
У жінок частіше спостерігаються симптоми неуважності, тоді як у чоловіків проявляються симптоми гіперактивності та імпульсивності, особливо в молодшому віці.

#### Межі з іншими розладами та станами (диференціальна діагностика)
Межа з розладами інтелектуального розвитку: Співіснування РДУГ та розладів інтелектуального розвитку є поширеним, і обидва діагнози можуть бути встановлені, якщо це обґрунтовано. Однак симптоми неуважності та гіперактивності (наприклад, неспокій) є поширеними серед дітей без РДУГ, які навчаються в академічних умовах, що не відповідають їхнім інтелектуальним здібностям. Діагноз РДУГ в осіб з розладами інтелектуального розвитку вимагає, щоб симптоми РДУГ були непропорційні рівню інтелектуального функціонування особи.
Межа з розладом аутистичного спектра: Специфічні аномалії уваги (наприклад, надмірне зосередження або легка відволікання), імпульсивність та фізична гіперактивність часто спостерігаються в осіб з розладом аутистичного спектра й іноді можуть домінувати в клінічній картині. На відміну від осіб з розладом аутистичного спектра, ті, хто має РДУГ, не демонструють стійких дефіцитів у ініціюванні та підтриманні соціальної комунікації та взаємних соціальних взаємодій або стійких обмежених, повторюваних і негнучких моделей поведінки, інтересів або діяльності, які є визначальними ознаками розладу аутистичного спектра. Однак співіснування цих розладів є поширеним.
Межа з розладом розвитку навчання: Особи з розладом розвитку навчання без РДУГ можуть демонструвати симптоми неуважності та гіперактивності, коли їх просять зосередитися на конкретних академічних завданнях, що відповідають їхнім труднощам (тобто читання, математика або письмо). Якщо труднощі з підтримкою уваги на академічних завданнях або відповідне регулювання рівня активності виникають лише у відповідь на ці завдання і є докази обмежень у засвоєнні академічних навичок у конкретній відповідній галузі, слід встановити діагноз розладу розвитку навчання, а не РДУГ.
Межа з розладом координації рухів розвитку: Співіснування РДУГ та розладу координації рухів розвитку є поширеним, і обидва діагнози можуть бути встановлені, якщо це обґрунтовано. Однак очевидна незграбність у деяких осіб з РДУГ (наприклад, натикання на перешкоди, перевертання предметів), яка зумовлена відволіканням й імпульсивністю, не повинна діагностуватися як розлад координації рухів розвитку.
Межа з розладами настрою та тривожними або страхо-спорідненими розладами: РДУГ може співіснувати з розладами настрою та тривожними або страхо-спорідненими розладами, але неуважність, гіперактивність та імпульсивність також можуть бути ознаками цих розладів в осіб без РДУГ. Наприклад, такі симптоми, як неспокій, ходіння туди-сюди та порушення концентрації, можуть бути ознаками депресивного епізоду і не повинні вважатися частиною діагнозу РДУГ, якщо вони не були присутні з дитинства і не зберігаються після закінчення депресивного епізоду. Неуважність, імпульсивність та гіперактивність є типовими ознаками маніакальних та гіпоманіакальних епізодів. У той же час лабільність настрою та дратівливість можуть бути асоційованими ознаками РДУГ. Пізній підлітковий або дорослий початок, епізодичність та інтенсивність підвищення настрою, характерні для біполярних розладів, є ознаками, які допомагають відрізнити їх від РДУГ. Метушливість, неспокій та напруженість у контексті тривожних або страхо-споріднених розладів можуть нагадувати гіперактивність. Крім того, тривожні нав’язливості або реакції на тривожні стимули в осіб з тривожними або страхо-спорідненими розладами можуть бути пов’язані з труднощами концентрації. Для кваліфікації діагнозу РДУГ за наявності розладу настрою або тривожного або страхо-спорідненого розладу, неуважність та/або гіперактивність не повинні бути виключно пов’язані з епізодами настрою, бути виключно обумовлені тривожними нав’язливостями або виникати спеціально у відповідь на тривожні ситуації.
Межа з розладом вибухового характеру: РДУГ та розлад вибухового характеру обидва характеризуються імпульсивною поведінкою. Однак розлад вибухового характеру характеризується саме періодичними важкими імпульсивними спалахами або агресією, а не загальною постійною імпульсивною поведінкою, що може спостерігатися при РДУГ.
Межа з розладом опозиційно-викликаючої поведінки: Особи з РДУГ часто мають труднощі з дотриманням інструкцій, виконанням правил та налагодженням відносин з іншими, але ці труднощі в основному зумовлені симптомами неуважності та/або гіперактивності-імпульсивності (наприклад, нездатністю виконувати довгі та складні інструкції, труднощами залишатися на місці або зосереджуватися на завданні). На противагу цьому, непокора в осіб з розладом опозиційно-викликаючої поведінки характеризується навмисною непокорою або непослухом, а не проблемами з неуважністю або з контролюванням імпульсів або придушенням невідповідної поведінки. Однак співіснування цих розладів є поширеним.
Межа з дисоціальним розладом поведінки: У підлітків і дорослих з РДУГ деякі поведінкові прояви імпульсивності, такі як хапання предметів, небезпечне водіння або імпульсивне прийняття рішень, наприклад, раптове звільнення з роботи або розрив стосунків, можуть призводити до конфліктів з іншими людьми та законом. На відміну від цього, особи з дисоціальним розладом поведінки зазвичай не мають симптомів неуважності та гіперактивності та демонструють повторюваний та стійкий паттерн поведінки, при якому порушуються основні права інших людей або важливі вікові суспільні норми, правила або закони. Однак співіснування цих розладів є поширеним.
Межа з розладом особистості: Особи з РДУГ часто відчувають проблеми з психосоціальним функціонуванням та міжособистісними стосунками, включаючи регулювання емоцій та негативну емоційність. Якщо РДУГ зберігається в підлітковому віці та дорослому віці, його може бути важко відрізнити від розладу особистості з виразними рисами особистості, такими як дезінгібування, що включає безвідповідальність, імпульсивність, відволікання та нерозсудливість, і негативну емоційність, яка означає постійну тенденцію проявляти широкий спектр болісних емоцій, включаючи тривогу, злість, самоосуд, дратівливість та підвищену чутливість до негативних стимулів. Доцільність встановлення додаткового діагнозу розладу особистості у випадках, коли вже встановлений діагноз РДУГ, залежить від конкретної клінічної ситуації.
Межа з розладами, спричиненими вживанням речовин та впливом деяких призначених ліків: Зловживання алкоголем, нікотином, канабісом та стимуляторами є поширеним серед осіб з РДУГ, особливо підлітків і дорослих. Однак вплив цих речовин також може імітувати симптоми РДУГ у осіб без діагнозу. Симптоми неуважності, гіперактивності або імпульсивності також асоціюються з впливом деяких призначених ліків (наприклад, антиконвульсантів, таких як карбамазепін і вальпроат, антипсихотиків, таких як рисперидон, та соматичних лікувань, таких як бронходилататори та препарати для замісної терапії щитовидної залози). Важливими для розрізнення між РДУГ та розладами, спричиненими вживанням речовин або впливом призначених ліків, є тимчасовий порядок появи та стійкість симптомів неуважності, гіперактивності та імпульсивності за відсутності інтоксикації або подальшого вживання ліків. Рецензія на поточні ліки та інформатори, які знали особу до того, як вона почала вживати речовини або ліки, є критично важливими для цього розрізнення.
Межа з симптомами уваги, спричиненими іншими медичними станами: Різноманітні інші медичні стани можуть впливати на процеси уваги (наприклад, гіпоглікемія, гіпертиреоз або гіпотиреоз, вплив токсинів, розлади сну та неспання), що призводить до тимчасових або стійких симптомів, які нагадують або взаємодіють з симптомами РДУГ. Для відповідного управління важливо оцінити в таких випадках, чи є симптоми вторинними до медичного стану або більше вказують на супутній РДУГ.

## Диференційна діагностика
Ряд станів має симптоми, схожі на симптоми РДУГ, і їх слід враховувати при проведенні диференційної діагностики. До медичних станів, які можуть викликати схожі симптоми, належать порушення слуху, захворювання щитоподібної залози, отруєння свинцем, захворювання печінки, апное сну та взаємодія лікарських засобів.
До психіатричних станів належать тривожні, афективні, обсесивно-компульсивні розлади, розлади, пов'язані з вживанням психоактивних речовин, антисоціальний розлад особистості, прикордонний розлад особистості, розлади навчання та розумова відсталість.
Певні речовини, такі як стероїди, антигістаміни, протисудомні препарати, кофеїн і нікотин, можуть мати побічні ефекти, що впливають на увагу. Пацієнти з великими депресивними, тривожними або біполярними розладами чи з будь-якими з вищезазначених розладів особистості можуть проявляти ознаки неуважності або гіперактивності, але зазвичай також присутні інші ключові симптоми цих розладів.
Дорослі з РДУГ можуть мати ці психіатричні стани як супутні розлади. Тому визначення часу появи симптомів є важливим для встановлення точного діагнозу. Наприклад, неуважність, яка починається після епізоду депресії, навряд чи спричинена РДУГ. Однак депресія, що виникла після значної неуважності, швидше за все, вказує на коморбідність депресії та РДУГ.

## Лікування
Лікування РДУГ зазвичай включає медикаментозну терапію, розвиток навичок і психологічне консультування. Найефективнішим зазвичай є поєднання цих методів. Лікування може допомогти контролювати симптоми, але не вилікувати розлад.
В контексті РДУГ є клінічне розмежування препаратів на два основних класи: стимулятори центральної нервової системи (ЦНС) та нестимулятори ЦНС. Обидві групи схвалені, щоб допомогти впоратись із симптомами РДУГ, і мають власні ризики, переваги та побічні ефекти.
Хоча вони обидва підвищують концентрацію й уважність і зменшують імпульсивність, яка спостерігається при РДУГ, один може краще підходити для певних осіб, ніж для інших. 
Стимулятори ЦНС, такі як метилфенідат і амфетаміни, є варіантами першої лінії лікування РДУГ. Ці ліки діють, підвищуючи доступність нейромедіаторів, зокрема дофаміну та норадреналіну, у синаптичній щілині. Ця дія досягається шляхом інгібування їх зворотного захоплення та, в деяких випадках, шляхом сприяння їх вивільненню з пресинаптичних нейронів. Вважається, що збільшення дофамінергічної активності полегшує основні симптоми РДУГ шляхом покращення уваги, зменшення імпульсивності та посилення виконавчої функції. Стимулюючий вплив на ЦНС класифікує ці ліки як стимулятори, незважаючи на їх парадоксальний заспокійливий ефект на осіб із РДУГ.
Навпаки, нестимулятори ЦНС, такі як атомоксетин, гуанфацин і клонідин, пропонують альтернативні варіанти лікування для пацієнтів, які не переносять стимулятори або мають супутні захворювання, які протипоказані до використання стимуляторів . Атомоксетин, наприклад, є селективним інгібітором зворотного захоплення норадреналіну, який не має таких же стимулюючих властивостей, як традиційні ліки від РДУГ. Механізм його дії включає підвищення рівня норадреналіну в префронтальній корі головного мозку, що має вирішальне значення для контролю уваги та імпульсів. На відміну від стимуляторів, нестимулятори зазвичай починають діяти із затримкою, часто для досягнення максимального терапевтичного ефекту потрібно кілька тижнів.
|                                                 | Стимулятори | Нестимулятори |
| ----------------------------------------------- | --- | --- |
| Як вони працюють                                | В основному цільовими рецепторами мозку є хімічний дофамін. Дуже ефективно покращує увагу та зменшує гіперактивність та імпульсивність. | Атомоксетин: спрямований на норадреналін. Може покращити увагу та зменшити імпульсивність і гіперактивність. Альфа-2 адренергічні засоби: як вони діють у мозку, щоб допомогти при РДУГ, неясно. Але вони зменшують гіперактивність та імпульсивність. Вони також можуть покращити увагу.                                                                |
| Як швидко вони починають і припиняють працювати | Швидкодіючі. Людина відчує ефект протягом 30-90 хвилин після першої дози, залежно від препарату та індивідуальної чутливості. Ці препарати та їхні ефекти виводяться з організму протягом трьох-дванадцяти годин, залежно від того, короткої чи тривалої вони дії.                        | Атомоксетин: для повного ефекту препарату потрібно від 2-6 тижнів на робочому дозуванні. Альфа-2 адренергічні засоби: потрібно два тижні, щоб дізнатися, чи ефективний препарат. Дітям, які приймають високі дози протягом тривалого періоду, може знадобитися повільно зменшувати їх, щоб уникнути побічних ефектів після припинення прийому препарату. |
| Частота дозування                               | Таблетки з пролонгованим вивільненням діють від 6 до 12 годин — достатньо, щоб покрити навчальний день. | Атомоксетин: один, іноді два рази на день. Альфа-2 адренергічні засоби: від одного до трьох разів на день. |
| Поширені побічні ефекти                         | Втрата апетиту, проблеми зі сном (Непоширені побічні ефекти включають підвищену тривожність, збудження, головні болі, тики, психози) | Атомоксетин: поганий настрій (Непоширені побічні ефекти включають нудоту, втрату апетиту, млявість) Альфа-2 адренергічні засоби: сонливість, втома (Нечасті побічні ефекти включають втрату апетиту, падіння артеріального тиску, нудоту.) |
| Ризики                                          | Може спричинити втрату ваги та, можливо, вплинути на зріст. (Слід контролювати вагу та зріст) Використовується з обережністю у дітей з уже існуючими захворюваннями серця, оскільки ці препарати можуть у рідкісних випадках викликати ускладнення. Прийом дитини має схвалити кардіолог. | Атомоксетин: дуже рідкісна частота ускладнень з боку печінки. Альфа-2 адренергічні засоби: можуть викликати запаморочення та непритомність, якщо це сильно впливає на артеріальний тиск. |
| Ефективність                                    | Покращує увагу та зменшує імпульсивність і гіперактивність у 70-80 відсотків пацієнтів. | Атомоксетин: покращує увагу та зменшує імпульсивність і гіперактивність приблизно у 50 відсотків пацієнтів. Альфа-2 адренергічні засоби: зменшують імпульсивність і гіперактивність у 60 відсотків пацієнтів. |
| Коли лікарі можуть призначати ці препарати      | Як правило, це перша лінія медикаментозного лікування. | Атомоксетин: можна призначити, якщо людина не може переносити побічні ефекти стимуляторів. Також може бути альтернативою для підлітків і молоді, яким може бути корисно цілодобова робота ліків. Альфа-2 адренергічні засоби: найчастіше використовуються на додаток до стимуляторів, щоб допомогти із важкими симптомами.                               |

### Стимулятори
Існує кілька способів класифікації стимулюючих препаратів. По-перше, це їх хімічний склад. Стимулятори можуть бути на основі метилфенідату або амфетаміну.  
Інший спосіб класифікувати стимулюючі ліки — це те, як вони виділяють активні інгредієнти.
Стимулятори з негайним вивільненням є короткочасними, що означає, що вони швидко починають діяти, і їх треба приймати «за потреби» протягом дня. Лікар може запропонувати цей тип ліків, якщо пацієнт хоче швидшого полегшення симптомів і гнучкості щодо того, як і коли приймати ліки.  
На відміну від стимуляторів негайного вивільнення, ліки пролонгованої дії зазвичай приймають один раз вранці щодня. Вони створені для вивільнення своїх активних інгредієнтів протягом тривалого періоду часу, зазвичай протягом 8-16 годин. Лікар може запропонувати цей тип ліків, якщо пацієнт зацікавлений в тривалому контролі симптомів без необхідності пам’ятати про прийом кількох доз протягом дня; стимулятори пролонгованого вивільнення є зручним варіантом.  
Приклади ліків, що стимулюють РДУГ:
1. Риталін (метилфенідат) — препарат на основі метилфенідату негайного вивільнення, який забезпечує швидке полегшення симптомів. Як правило, риталін приймають кілька разів протягом дня, що ідеально підходить для тих, хто хоче гнучкості в коригуванні дозування відповідно до свого розкладу та потреб[48].
2. Концерта (метилфенідат) — препарат на основі метилфенідату пролонгованої дії. Це означає, що потрібна лише одна добова доза, яка забезпечує постійний і тривалий ефект протягом дня[48].   ‍
3. Аддерал (соль амфетаміну/декстроамфетаміну) — препарат на основі амфетаміну, доступний як у формах негайного, так і у пролонгованого вивільнення. Форма пролонгованого вивільнення відома як Adderall XR і працює як інші ліки з пролонгованим вивільненням[49].   ‍
4. Вівансе (ліздексамфетамін) — препарат амфетаміну пролонгованого вивільнення, який приймають один раз на день. Він має менший потенціал для неправильного використання та зловживань[49].
5. Дезоксин (метамфетамін) — препарат на основі метамфетаміну негайного вивільнення, який зазвичай приймають декілька разів протягом дня. Має кращу біодоступність, ніж амфетамін (67% проти 25% у амфетаміну). Як правило, призначається у вигляді препарату другої лінії в США, у випадку резистентності пацієнта до інших стимуляторів ЦНС[50].

У клінічних випробуваннях у 70% пацієнтів із РДУГ спостерігається покращення відволікання та уважності після початку прийому стимуляторів. Дослідження також показали, що діти з діагнозом РДУГ, які отримували стимулятори, покращили навички прийняття рішень і продуктивність шкільної роботи.
Стимулятори є найкращим медичним лікуванням для пацієнтів усіх груп, включаючи дітей шести років і старше, підлітків і дорослих. Дітям до шести років рекомендується проводити поведінкову терапію. Лікарі починають лікування РДУГ як у дорослих, так і у дітей, коли їхні симптоми погіршують якість їхнього життя на роботі, у школі та в стосунках.

### Нестимулятори
Більшість нестимуляторів впливають на норадреналін, хоча деякі ліки, як-от бупропіон, впливають дофамін, також можуть бути корисними при лікуванні РДУГ.
Основною причиною, чому лікар може призначити нестимулятори замість стимулятора, є побоювання щодо використання стимулятора, його побічних ефектів або тому, що стимулятори недоступні. Однак лікар також може запропонувати поєднати обидва для підвищення ефективності.
Приклади нестимулюючих ліків від РДУГ:
1. Страттера (атомоксетин) — є інгібітором зворотного захоплення серотоніну та норадреналіну (СІЗЗСН)[46][47]. СІЗЗСН – це клас препаратів, які діють шляхом блокування зворотного захоплення нейромедіаторів серотоніну та норадреналіну для підвищення рівня в мозку.
2. Кілбрі (вілоксазин) — належить до класу препаратів, відомих як інгібітори зворотного захоплення серотоніну та норадреналіну (СІЗЗСН)[47]. СІЗЗСН можуть лікувати РДУГ шляхом підвищення рівня норадреналіну та серотоніну в мозку.
3. Інтунів (гуанфацин) — є агоністом альфа-2-адренергічних рецепторів центральної дії[46][47]. Цей нестимулюючий препарат можна використовувати для лікування СДУГ, націлюючи на частину мозку — головним чином на префронтальну кору — яка контролює імпульсивність і увагу.
4. Капвей (клонідин) — є іншим альфа2-адренергічним агоністом центральної дії, який використовується для лікування РДУГ[46]. Як і Інтунів, Капвей є нестимулюючим препаратом для РДУГ, який вибірково націлюється на альфа-2 адренергічні рецептори, щоб зменшити гіперактивність та імпульсивність, одночасно підвищуючи увагу.

Основна перевага використання нестимулюючих ліків полягає в тому, що вони не є контрольованою речовиною і є чудовим вибором для 10-30% пацієнтів із СДУГ, які не реагують на стимулятори.

### Off-label ліки
Деякі ліки офіційно не схвалені для лікування РДУГ. Але лікар може порекомендувати їх як лікування не за призначенням, особливо якщо у вас є інші захворювання, для яких вони схвалені для лікування, наприклад, тривожність або депресія.
Деякі ліки не за призначенням, які використовуються для дорослих із РДУГ, включають:
1. Бупрінол (бупропіон) — антидепресант, селективний інгібітор зворотного захоплення дофаміну та норадреналіну (СІЗЗДН), який уповільнює реабсорбцію дофаміну та норадреналіну після вивільнення цих хімічних речовин у мозок[47]. Ця дія робить ці нейромедіатори більш доступними для надсилання повідомлень у мозок.
2. Еффіксор (венлафаксин) — антидепресант, селективний інгібітор зворотного захоплення серотоніну та норадреналіну (СІЗЗСН)[47]. Іноді, але не часто, він використовується для лікування РДУГ, оскільки він підвищує рівень норадреналіну в мозку.
3. Нувіджил (модафініл або армодафініл) — посилює викид нейромедіаторів, зокрема норадреналіну та дофаміну, із синаптичних щілин[52]. Застосовується для лікування нарколепсії, апное уві сні. Іноді призначають не за призначенням особам із РДУГ.
4. Норпрамін (дезипрамін) — трициклічний антидепресант, діє як СІЗЗН, що може бути корисним для лікування симптомів РДУГ[47].

Ці ліки можуть бути корисними для деяких дорослих із РДУГ, але вони не були такими ефективними, як більш традиційні ліки від РДУГ.

## Організація та адаптація освітнього процесу
Діти із РДУГ є однією з найбільш розповсюджених категорій дітей з особливими освітніми потребами. Для організації навчального процесу та планування навчальної-виховної діяльності розроблені методичні матеріали, що враховують особливості розвитку і навчання дітей з РДУГ разом з іншими і полегшують роботу вчителя. Матеріали розроблені для використання у межах навчального закладу, так і в роботі з батьками дітей із гіперактивним розладом із дефіцитом уваги.